# Hypochiel

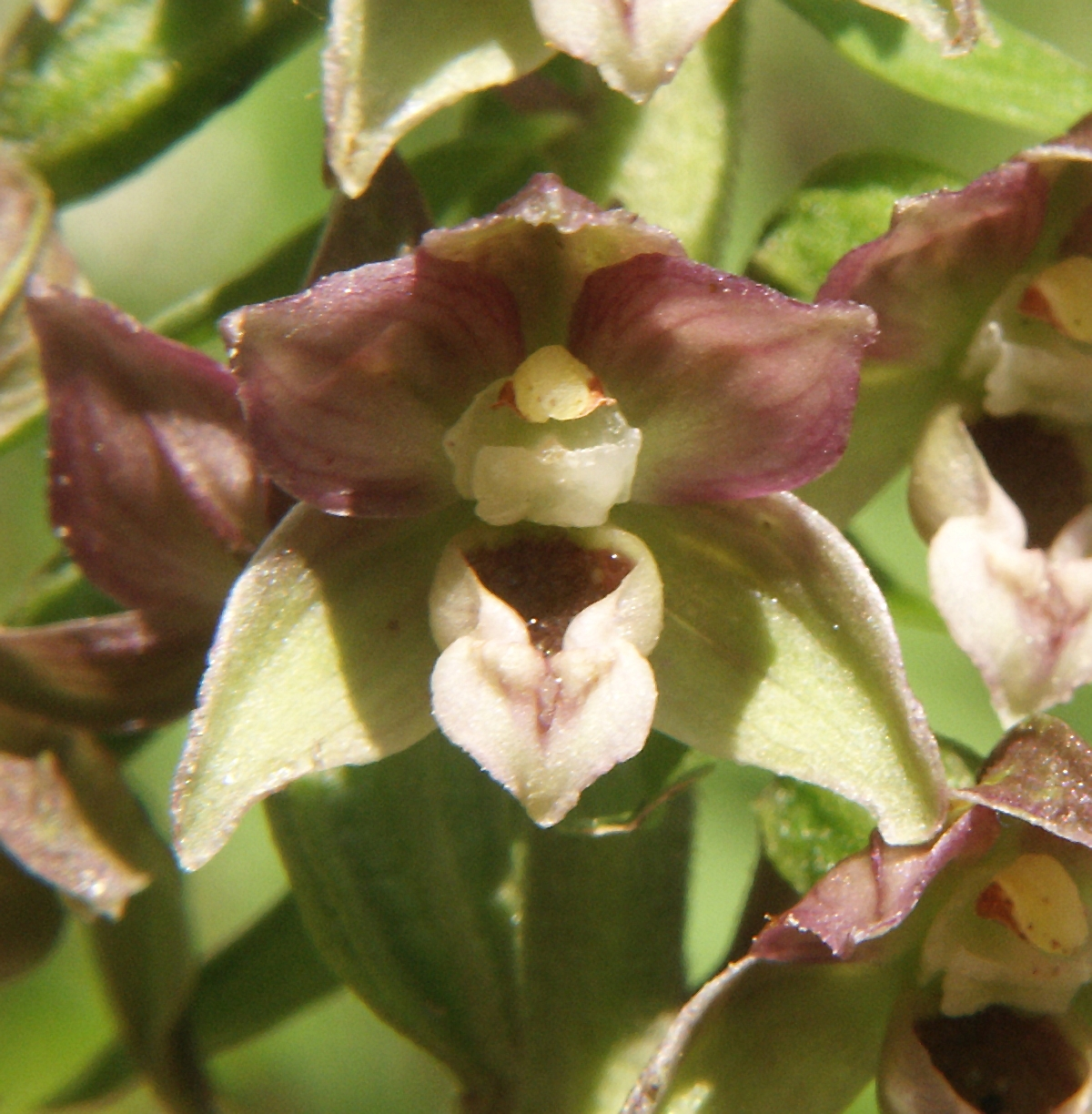
Brede wespenorchis (Epipactis helleborine) met komvormige hypochiel (het bruingekleurde gedeelte in het midden)

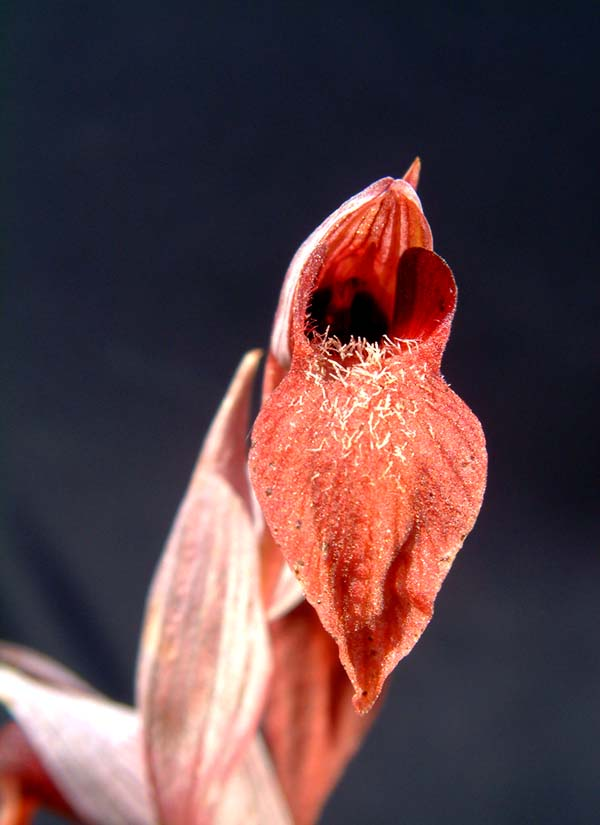
Tongorchis (Serapias istriaca). De hypochiel (met twee opstaande zijlamellen) vormt samen met de andere bloembladen een buisje

De hypochiel is een onderdeel van bloem van orchideeën.
Het is het basale (= dichtst bij de bloembodem gelegen) deel van de lip. Het komt voor bij onder meer wespenorchissen en bosvogeltjes. Soms vormt de hypochiel samen met de andere bloembladen (sepalen en petalen) een buisje, zoals bij de tongorchissen. 
Bij wespenorchissen vormt de hypochiel een bekertje dat nectar bevat. Wanneer het insect van deze nectar wil drinken, komt zijn kop in contact met de pollinia, die dan aan de insectenkop blijven kleven en zo bij een volgende bloem voor de bestuiving kunnen zorgen.
De hypochiel is met een insnoering vast of beweeglijk verbonden aan de epichiel, het deel van de lip dat buiten de bloem steekt.